# Цховребова, Мери Багратовна
Мери Багратовна Цховребова (Мери Цховребова, осет. Цхуырбаты Мери; род. 5 августа 1934 года, с. Бредза, ныне Карельского муниципалитета Грузии) — осетинская писательница, переводчик и публицист, член Союза писателей СССР, член Союза журналистов Грузинской ССР, заслуженный деятель культуры Осетии. Кавалер грузинского ордена Чести  Гражданка России, супруга Заслуженного журналиста Грузинской ССР Гиви Тедеева.

## Биография
Родилась в крестьянской семье в селе Бредза Грузинской ССР. Блестяще окончив среднюю школу в селе Авлеви (по причине отсутствия школьного учебного заведения в родном селе), в 1951 году поступила на филологический факультет Юго-Осетинского государственного педагогического института. Получив красный диплом об окончании института (1955 г.), продолжила деятельность младшего научного сотрудника на кафедре грузинского языка и литературы родного института. Однако с 1959 г. научной работе предпочла журналистскую деятельность, начав свою трудовую деятельность в областной газете «Сабчота Осети» («Советская Осетия») в Цхинвале. Затем более 30 лет была редактором издательства «Ирыстон» г. Цхинвал.
Литературную деятельность начала как переводчик в 1960-х годах. Благодаря её блестящим переводам грузинский читатель знаком с фольклором и классиками осетинской литературы, а также с весомыми произведениями современных осетинских писателей. Она является автором первого фундаментального перевода на грузинский язык осетинского героического эпоса «Нарты». За большой культурный и литературный вклад М.Цховребова удостоена государственной награды — ордена Чести.
Творчество М.Цховребовой — частица литературного достояния СССР. Её перу, кроме художественных переводов произведений с грузинского на осетинский и наоборот, принадлежат собственные прозаические произведения: роман, повесть, рассказы и новеллы. Роман «Бессмертный корень», созданный М.Цховребовой на осетинском языке и впоследствии авторизованно переведенный на грузинский язык — самое весомое произведение её творчества, однако истинную популярность и любовь читателя ей принесли её новеллы.
Замужем, три дочери.
Проживает в Цхинвале.

## Произведения
- «АЕнаеамаелгае уидаг», роман (рус."Бессмертный корень"), 1983,"Ирыстон", Цхинвали
- «Вечные корни», сборник, груз. и осет. (составитель), 1983, Тбилиси
- «Осетинская устная словесность», груз. и осет. (в соавторстве), «Открытое Общество — Грузия», 2005, Тбилиси
- «Антология грузинской литературы», осет. и «Антология осетинской литературы» груз.,(в соавторстве с Нафи Дхуссойты и Н.Бепиевой), «Универсал», 2007, Тбилиси
- «Лома», новеллы, 2009, «Золотые страницы», г. Харьков
- «Цалынмае удаегас дае», (рус."Пока живой"), новеллы и публицистика, 2012, Дом печати, Цхинвал

## Переводы (с осетинского на грузинский)
- «Осетинские сказки и легенды», «Ирыстон», 1957, г. Сталинир
- «Осетинские народные сказки», «Ирыстон», 1959, г. Сталинир
- «Ч.Бегизов Башни заговорили», новеллы, «Сакартвело», 1970, г. Тбилиси
- «А.Букулов Непрочитанное письмо», рассказы, «Сакартвело», 1971, г. Тбилиси
- «С.Кулаев Однорукий», роман, «Сакартвело», 1971, г. Тбилиси
- «Осетинские рассказы», (сборник) «Ирыстон», 1971, г. Цхинвали
- «Осетинские сказки» «Ирыстон», 1974, г. Цхинвали
- «М.Габуев Написанное кровью», роман, «Ирыстон», 1974, г. Цхинвали
- «М.Гучмазов Очаг предков», пьесы, «Ирыстон», 1974, г. Цхинвали
- «В.Гаглоев Сказ о матери», роман, «Хеловнеба», 1979, г. Тбилиси
- «А.Жажиев Приговор кровнику», роман, «Ирыстон», 1985, г. Цхинвали
- «Г.Дзугаев Золотой родник», роман, «Сакартвело», 1987, г. Тбилиси

## Публицистика
- «Г.Дзугаев Пещера в скале», груз. рассказы, «Накадули», 1979, Тбилиси
- «Х.-М. Дзудзаты К.Хетагуров». груз. Монографический очерк, 1979, Тбилиси
- «О.Джиоев Культура и философия», груз. 2008, г. Батуми